# Find

find是一个用于在文件系统中寻找文件的Unix命令行工具。它的用法包括文件名模式匹配，时间戳匹配。默认的find仅仅搜索当前目录下的文件。相比locate命令而言，find更加适合在小范围内搜索，而locate适用于搜索整个文件系统。

## 历史
find 在 Research Unix 中首次出现，是PWB/UNIX的一个部分。其作者Dick Haight还同时编写了与find一起使用的cpio.
GNU的find实现最初是由Eric Decker编写的。后来David MacKenzie、Jay Plett和Tim Wood增强了其功能。
find命令还曾被移植至IBM System i。